# Сан Диего Юниън-Трибюн
„Сан Диего Юниън-Трибюн“ (на английски: The San Diego Union-Tribune) е всекидневник, излизащ в Сан Диего, Калифорния, Съединените американски щати.
Основан е на 2 февруари 1992 г. в резултат от сливането на „Сан Диего Юниън“ (основан на 10 октомври 1868 г.) и „Ивнинг Трибюн“ (основан на 2 декември 1895 г.)
Това е най-големият всекидневник в Сан Диего с тираж от 390 310 броя, което го прави 23-ти по тираж в САЩ Архив на оригинала от 2006-08-19 в Wayback Machine.